# District Liepāja
Het district Liepāja (Lets: Liepājas rajons) is een voormalig district in de regio Koerland (Lets: Kurzeme) in Letland. Het district had een oppervlakte van 3593 km² en  een inwoneraantal van 46.609 (2007). Het werd in 2009 opgeheven.
Het bestuurscentrum Liepāja behoorde niet tot het district, maar was een zelfstandig stadsdistrict (lielpilsētas).
Het grondgebied van het voormalige district komt sinds juli 2021 overeen met dat van de fusiegemeente Dienvidkurzemes novads.